# St. Nikolaus (Oberkirch, Füssen)

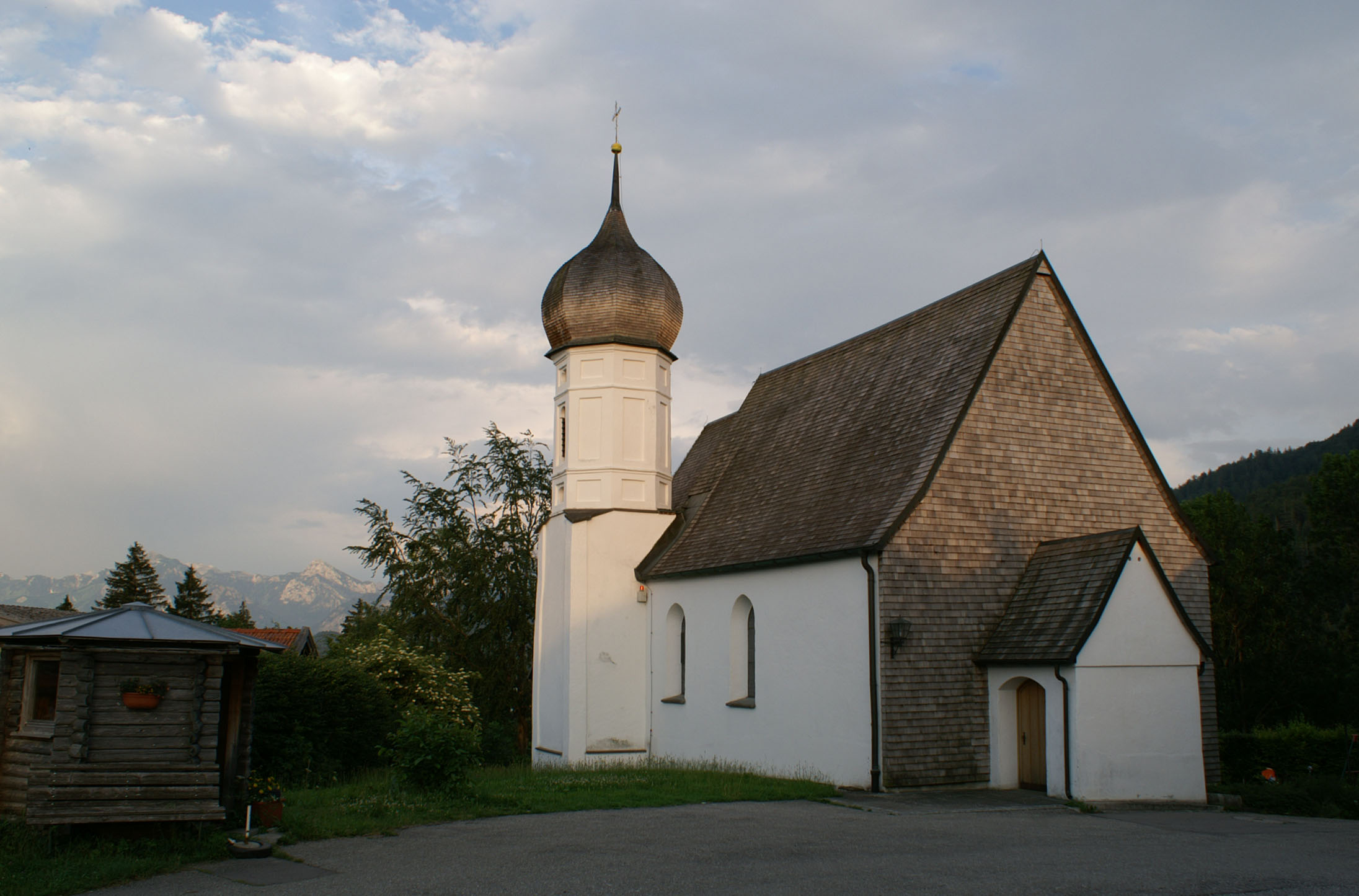
Filialkirche St. Nikolaus

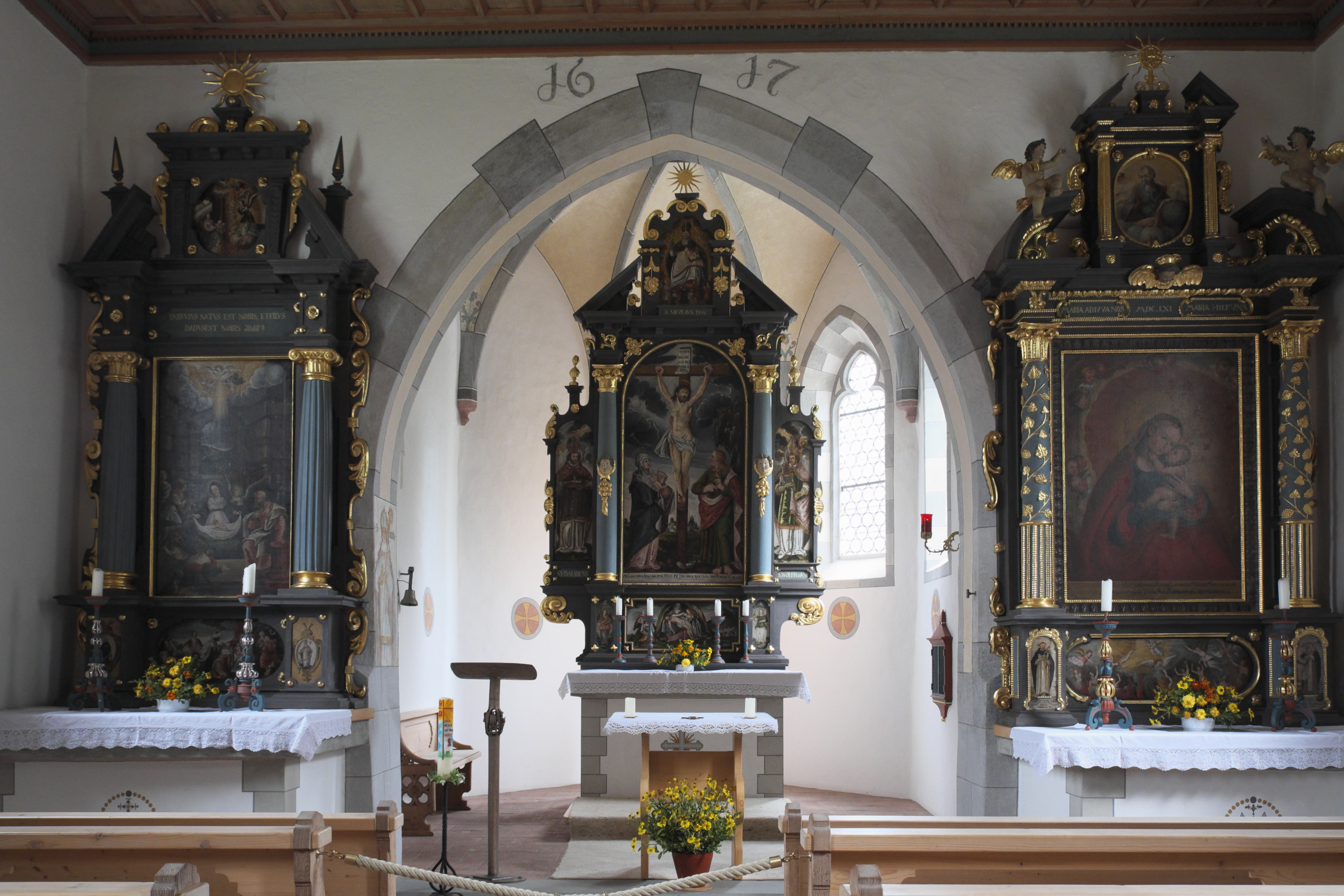
Innenraum

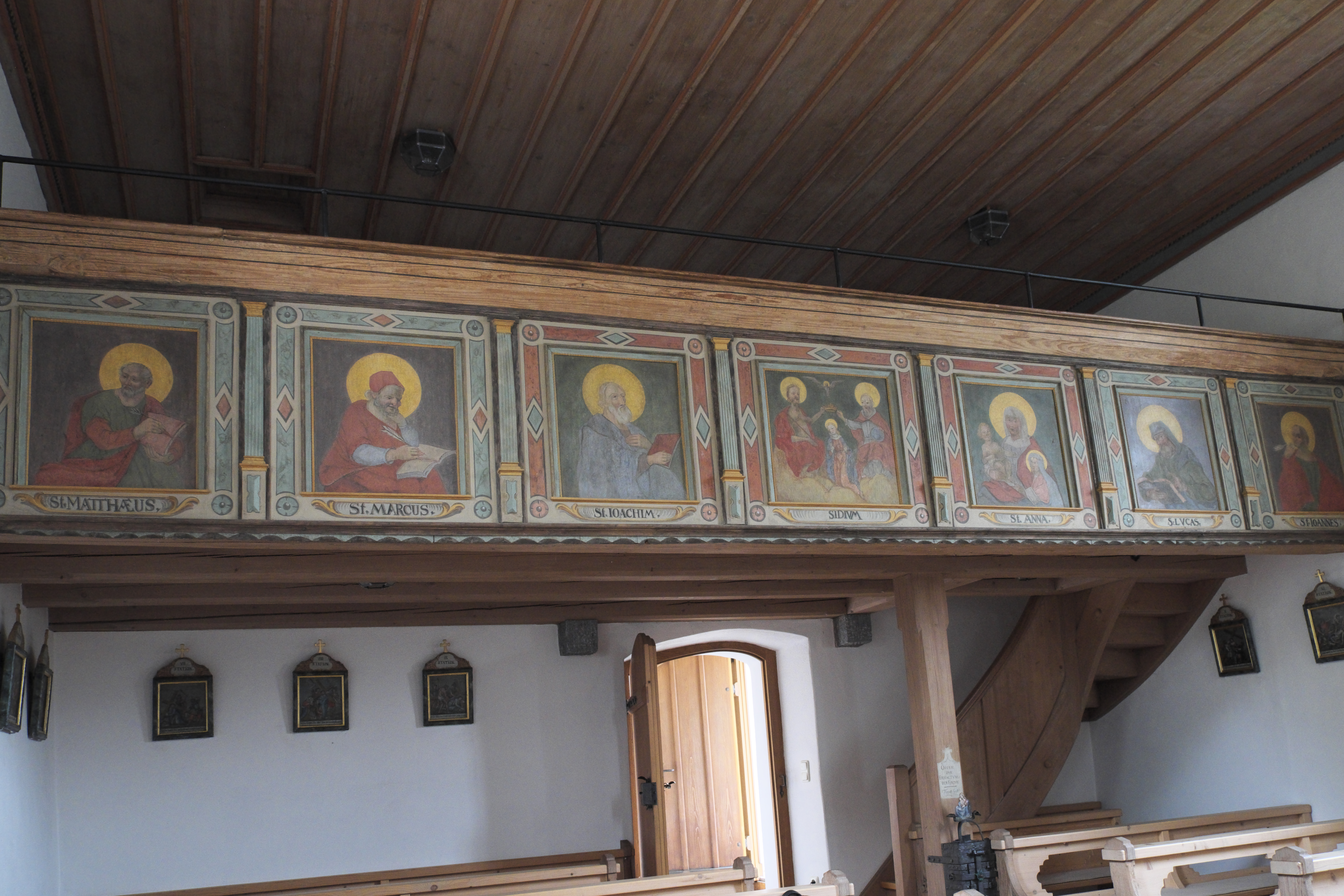
Empore

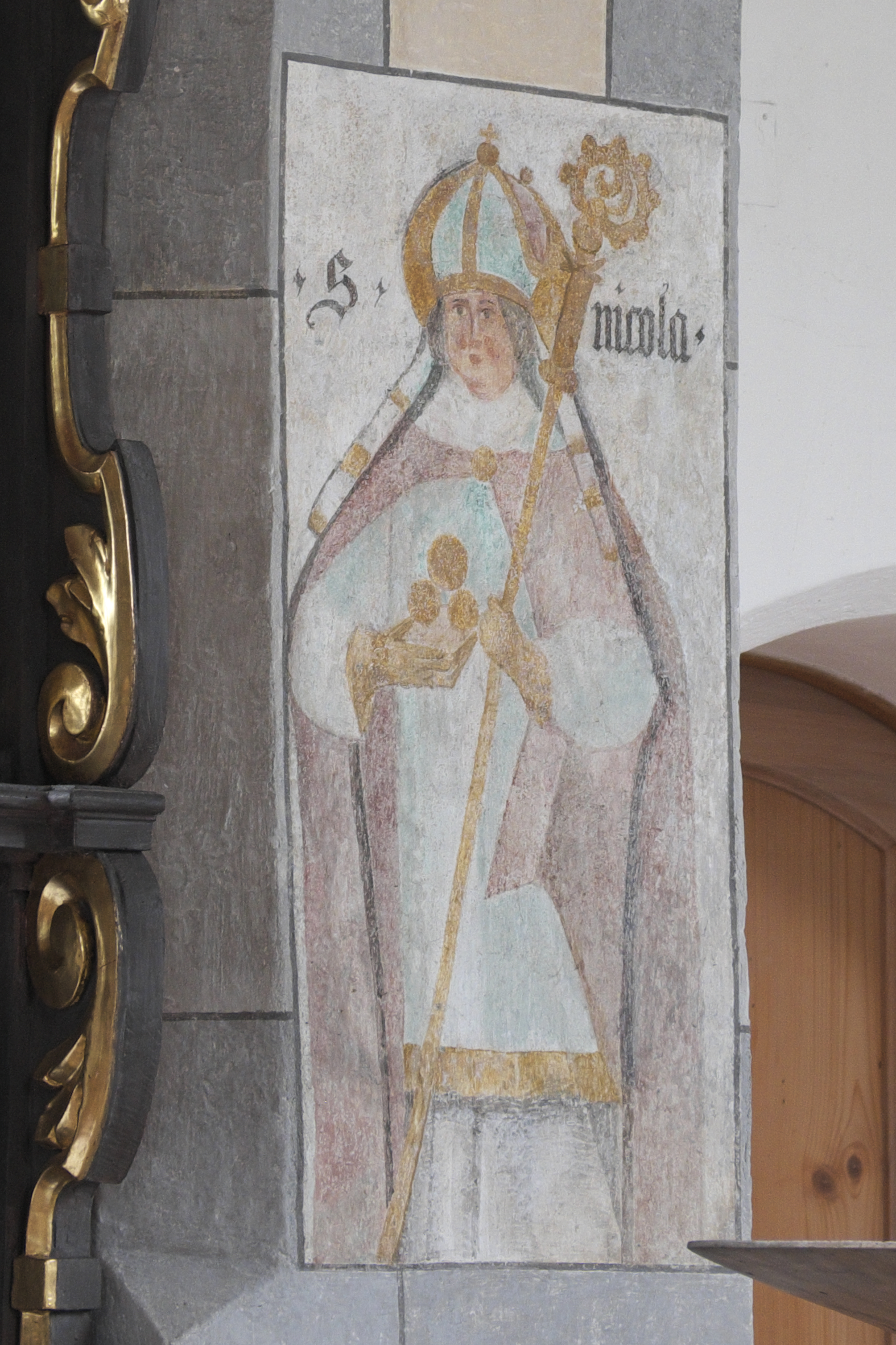
Heiliger Nikolaus

Die katholische Filialkirche St. Nikolaus in Oberkirch, einem Ortsteil von Füssen im bayerischen Landkreis Ostallgäu, ist ein spätgotischer Bau aus der ersten Hälfte des 15. Jahrhunderts, der im frühen 17. Jahrhundert im Stil des Frühbarock umgestaltet wurde. Die Kirche ist dem heiligen Nikolaus von Myra geweiht. In der Kirche sind wertvolle Ausstattungsstücke aus der Gotik und dem Barock erhalten. Das Gebäude ist ein geschütztes Baudenkmal.

## Geschichte
In einer Urkunde aus dem Jahr 1420 ist die Kirche erstmals erwähnt. Aus dieser Zeit ist der heutige Kirchenbau weitgehend erhalten. Im Jahr 1617 fand eine Umgestaltung des Innenraums statt, wie die Jahreszahl am Chorbogen belegt. Die Fenster an der ursprünglich fensterlosen Nordseite wurden vermutlich im Zuge dieser Umbauten durchgebrochen. Die Altäre und die Kanzel wurden erst 1665 eingebaut. 1765 wurde der Turm durch ein Oktogon mit Zwiebelhaube erhöht.

## Architektur
Im nördlichen Chorwinkel steht der niedrige, quadratische Glockenturm. Der oktogonale Aufbau wird durch Blendfelder gegliedert, in die große, oben und unten abgerundete Klangarkaden eingeschnitten sind.
Das einschiffige Langhaus besitzt eine flache Holzdecke. Der fünfseitig geschlossene Chor wird von Spitzbogenfenstern durchbrochen und ist mit einem Kreuzrippengewölbe gedeckt. Den westlichen Abschluss des Langhauses bildet eine Empore, die im 17. Jahrhundert eingebaut wurde.

## Wandmalereien
Im Chor sind Reste von Wandmalereien erhalten, die in die zweite Hälfte des 15. Jahrhunderts datiert werden. Eine Wandmalerei am Chorbogen stellt den heiligen Nikolaus dar, den Schutzpatron der Kirche. Das Chorgewölbe ist mit Ranken verziert, auf dem Schlussstein ist der heilige Nikolaus mit den drei goldenen Kugeln dargestellt, an den Wänden sind Weihekreuze aufgemalt.
Die gemalten Putten, die das Kruzifix an der nördlichen Langhauswand umgeben und die in Kelchen das Blut aufzufangen scheinen, das aus den Wunden des Gekreuzigten fließt, stammen wahrscheinlich aus dem 17. Jahrhundert.

## Empore
Die Felder der Emporenbrüstung sind mit Malereien versehen, die in die Mitte des 17. Jahrhunderts datiert werden. Auf ihnen sind die vier Evangelisten, der heilige Joachim, eine Anna selbdritt und die Krönung Mariens dargestellt.

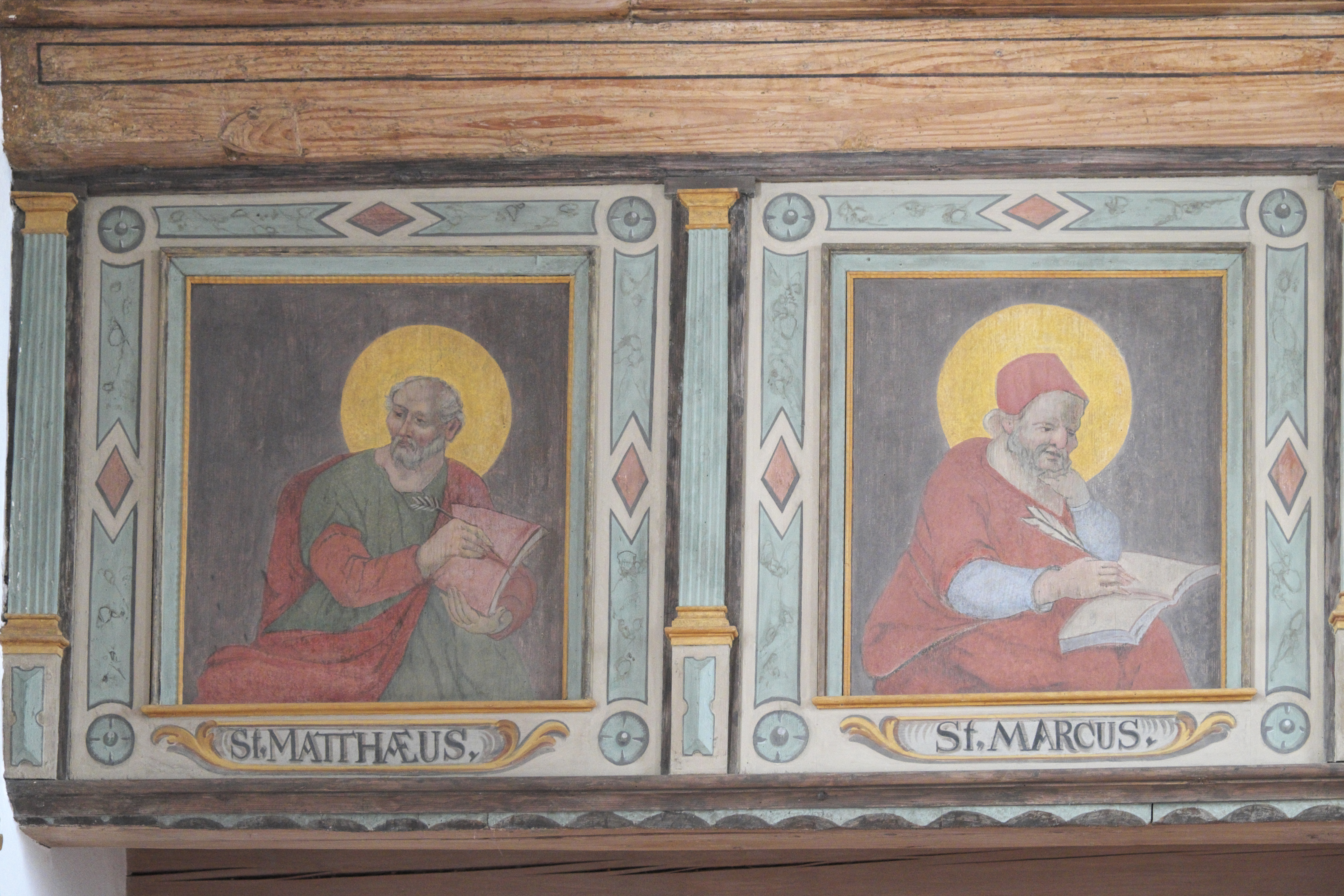
Evangelisten Matthäus und Markus
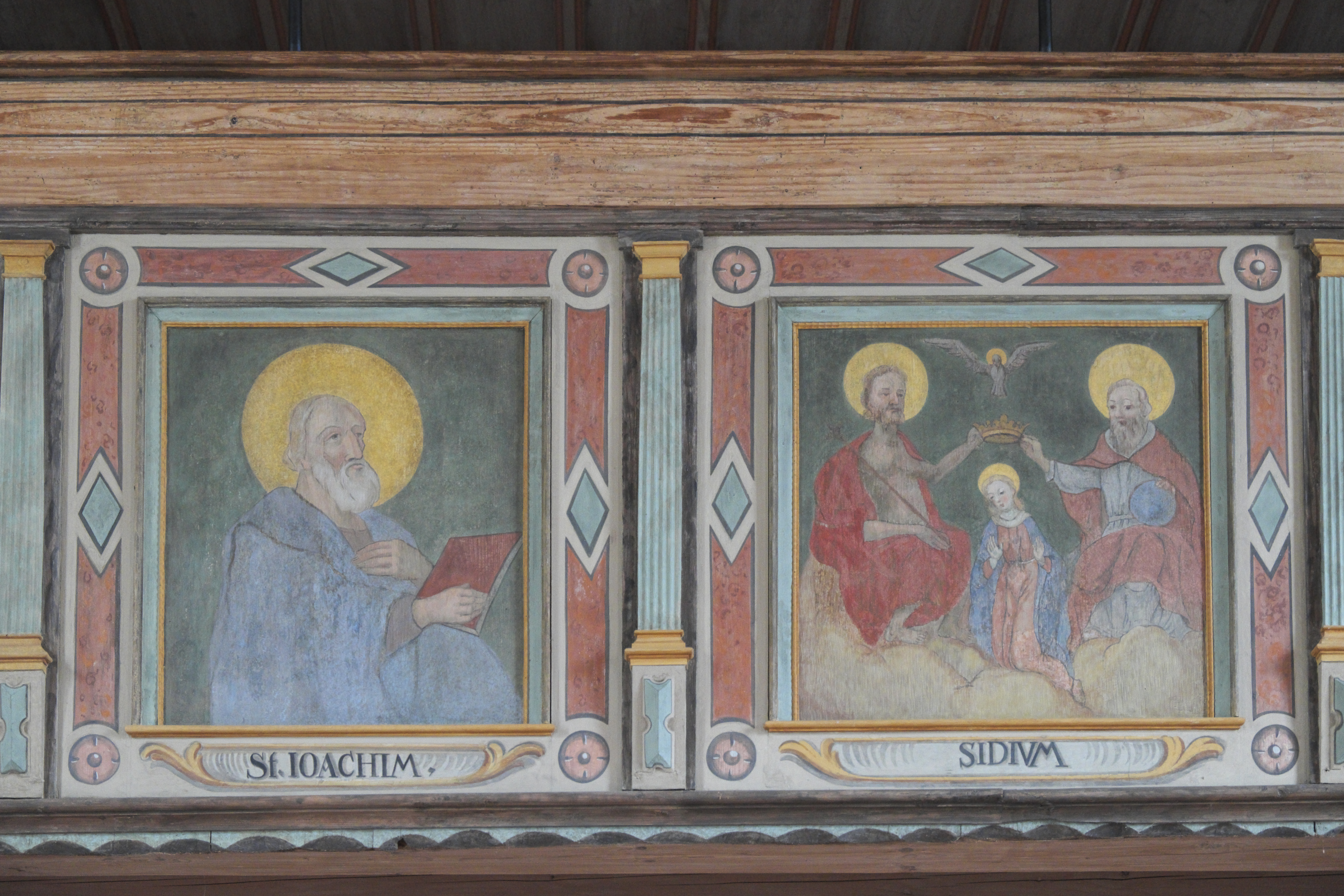
Joachim und Marienkrönung
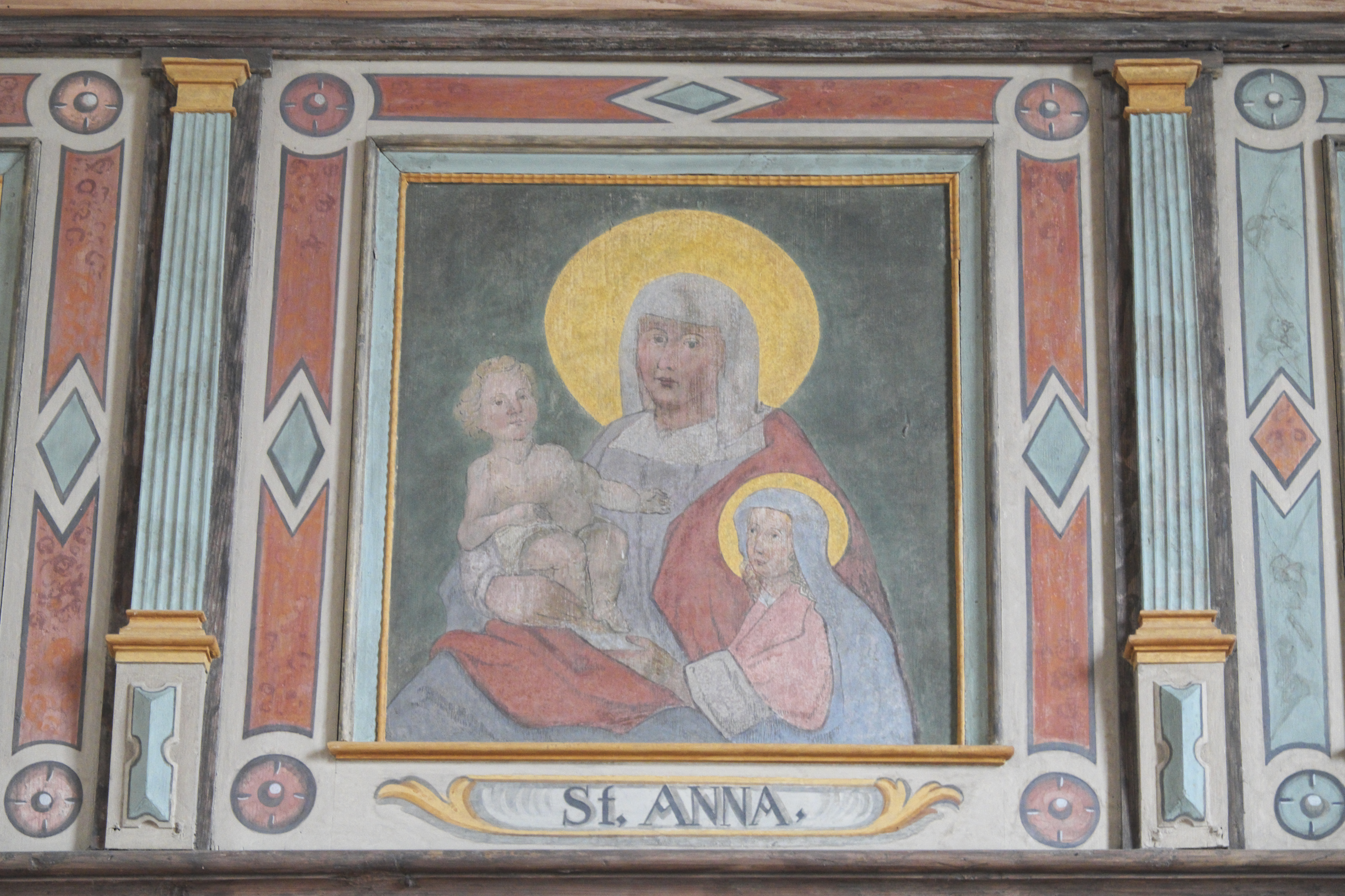
Anna selbdritt
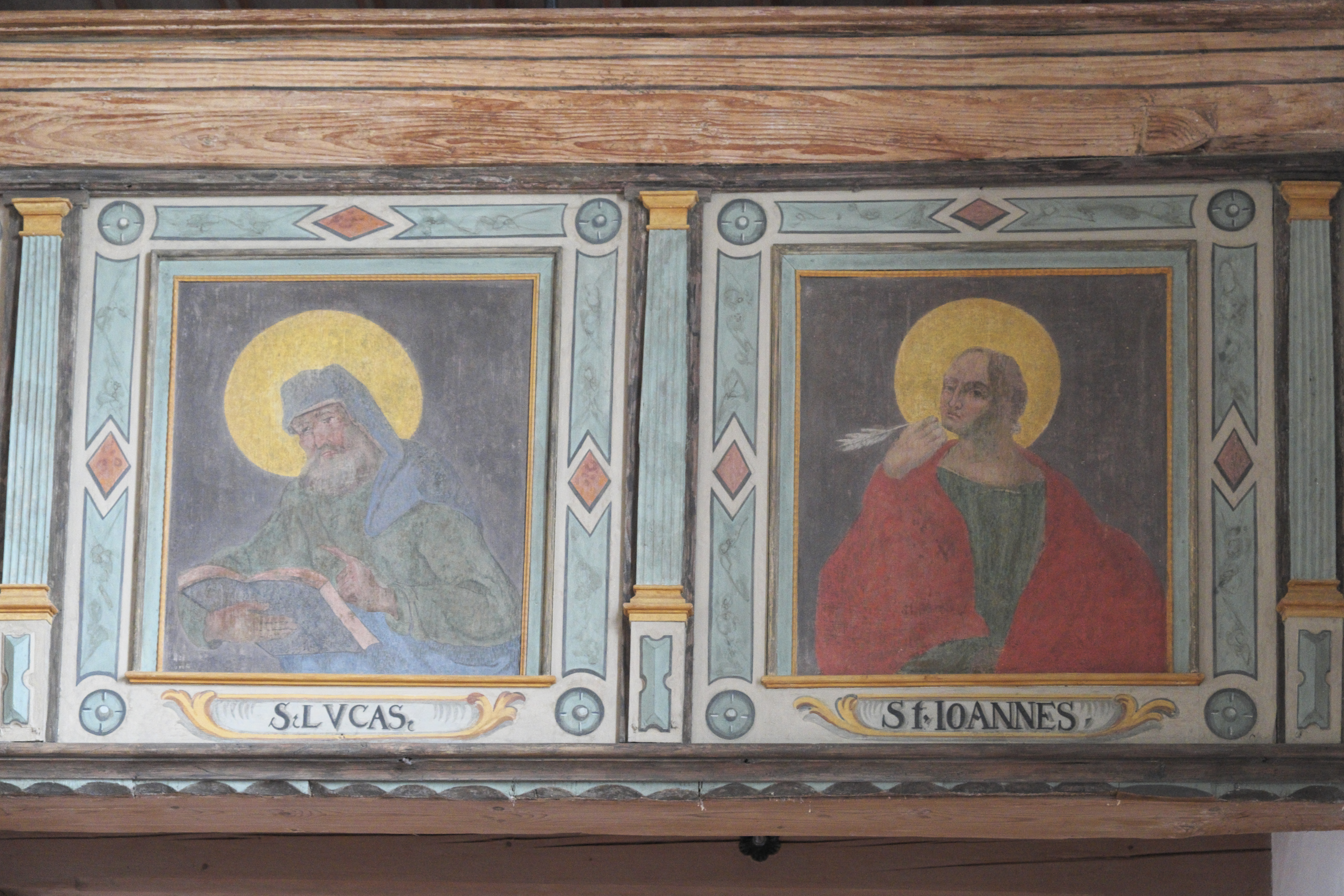
Evangelisten Lukas und Johannes

## Ausstattung

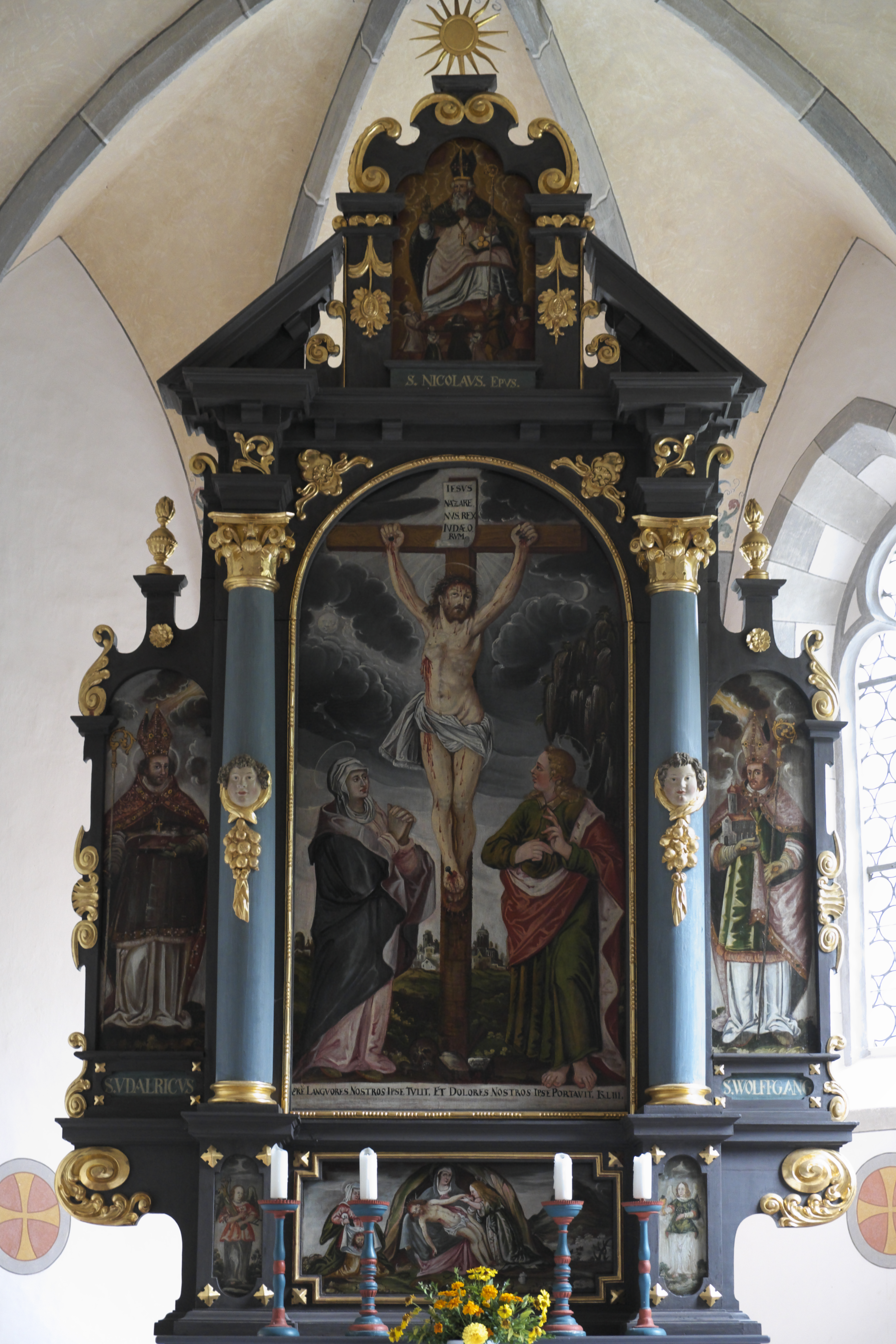
Hochaltar

- Der Hochaltar wurde von dem Füssener Bildhauer Andreas Steinheubl geschaffen. Auf der Rückseite ist die Weiheinschrift mit der Jahreszahl 1655 erhalten. Das Altarbild stammt von Gabriel Neckher und ist auf Holz gemalt. Es stellt eine Kreuzigungsgruppe mit Maria und Johannes dar, auf den seitlichen Flügeln sieht man den heiligen Ulrich von Augsburg und den heiligen Wolfgang von Regensburg, im Auszug den heiligen Nikolaus mit seinen Attributen, den drei goldenen Kugeln. Die Predella zeigt in der Mitte eine Pietà mit Maria Magdalena und links die heilige Veronika mit dem Schweißtuch. Rechts und links stehen Engel mit den Leidenswerkzeugen.
- Der nördliche Seitenaltar wurde um 1660 von Franz Steinheubl, dem Sohn von Andreas Steinheubl, geschaffen. Das Altarbild von Gabriel Neckher weist eine Darstellung der Geburt Christi auf, im Auszug ist die Verkündigung dargestellt, an der Predella die Anbetung der Heiligen Drei Könige. Die kleineren Szenen seitlich an den Säulensockeln stellen links den heiligen Magnus von Füssen mit dem Drachen zu seinen Füßen und rechts den heiligen Martin mit dem Bettler dar.
- Der südliche Seitenaltar, ein Marienaltar, ist eine Arbeit von Hans Peter Schonger aus dem Jahr 1661. Das Hauptbild des Altars ist ein Maria-Hilf-Bild. Die Inschrift am oberen Rand weist die Jahreszahl 1661 auf und beinhaltet eine Anrufung Mariens. Der Text am unteren Rand, vermutlich ein Gebet, ist kaum noch lesbar. Das Auszugsbild von Gabriel Neckher stellt Gottvater dar. An der Predella sieht man die Armen Seelen im Fegefeuer, für die der heilige Dominikus auf der linken Seite und die heilige Katharina von Siena auf der rechten Seite den Rosenkranz beten.
- Die holzgeschnitzte Kanzel ist mit der Jahreszahl 1660 bezeichnet. Aus ihrer Brüstung ragt ein Arm mit einem Kreuz in der Hand.
- Das spätgotische Kruzifix gegenüber der Kanzel wird um 1500 datiert.
- Aus der gleichen Zeit stammen auch die beiden Leuchterengel unter dem Kreuz.
- Die auf Holz gemalten Kreuzwegbilder stammen aus dem 18. Jahrhundert.

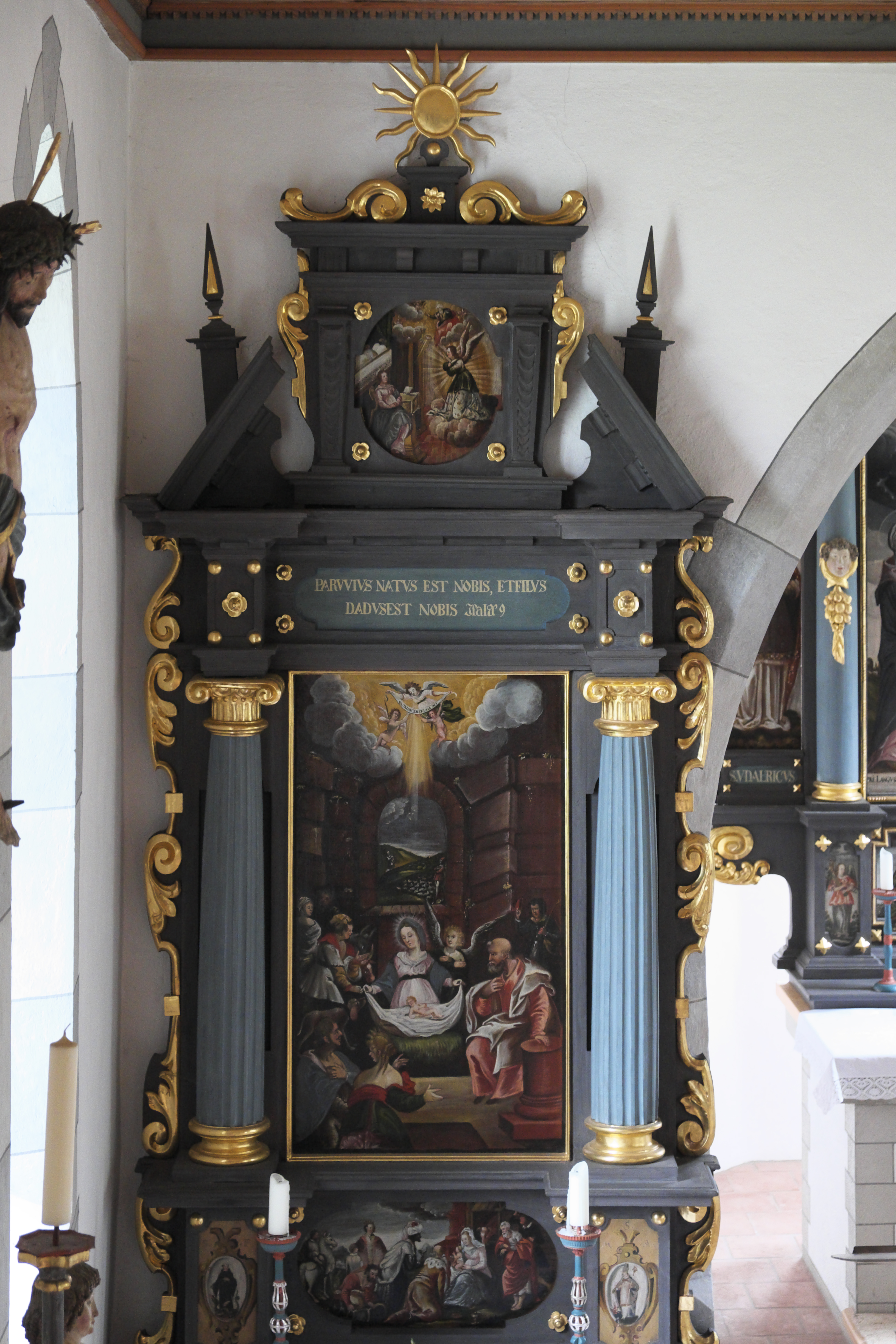
Nördlicher Seitenaltar
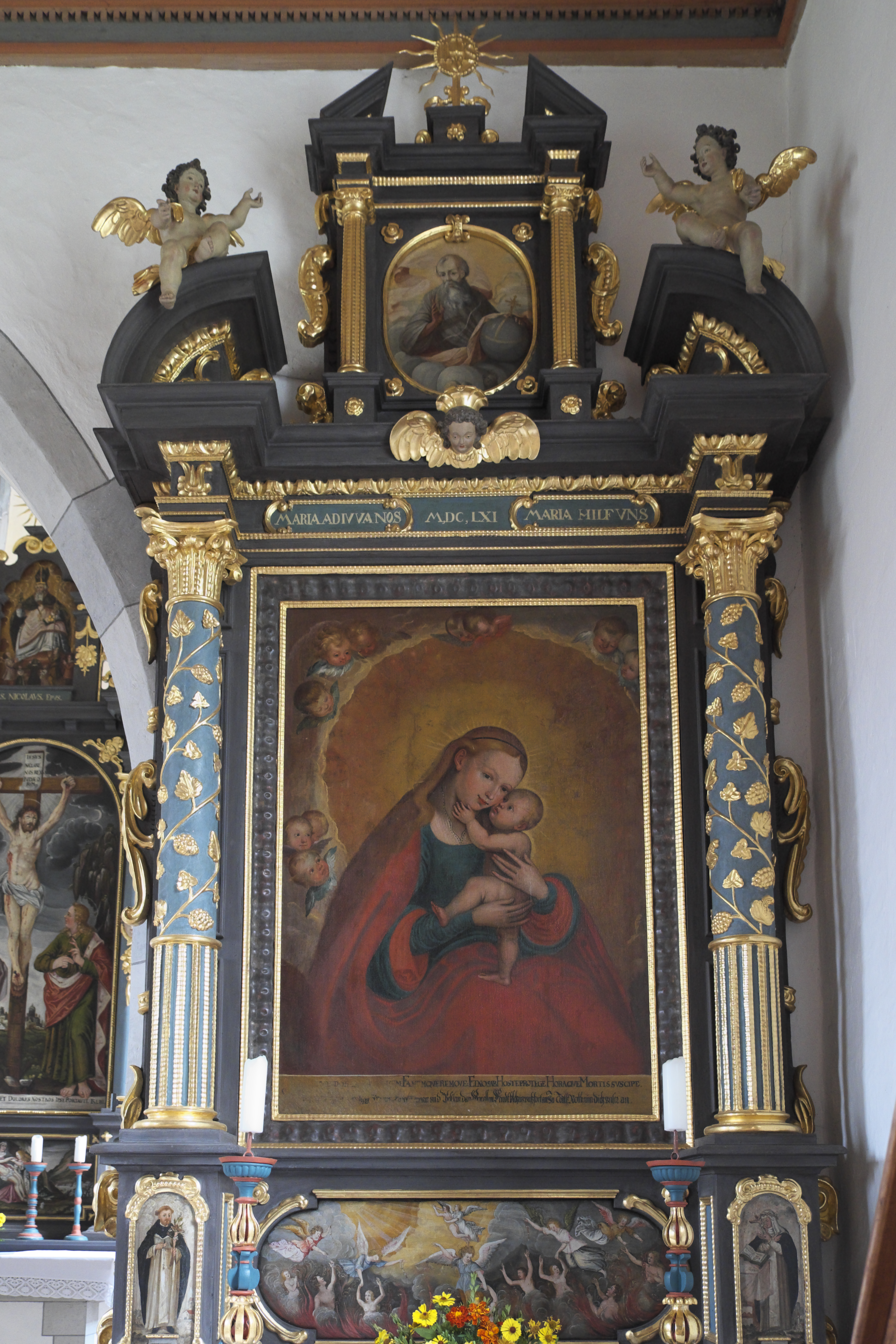
Südlicher Seitenaltar
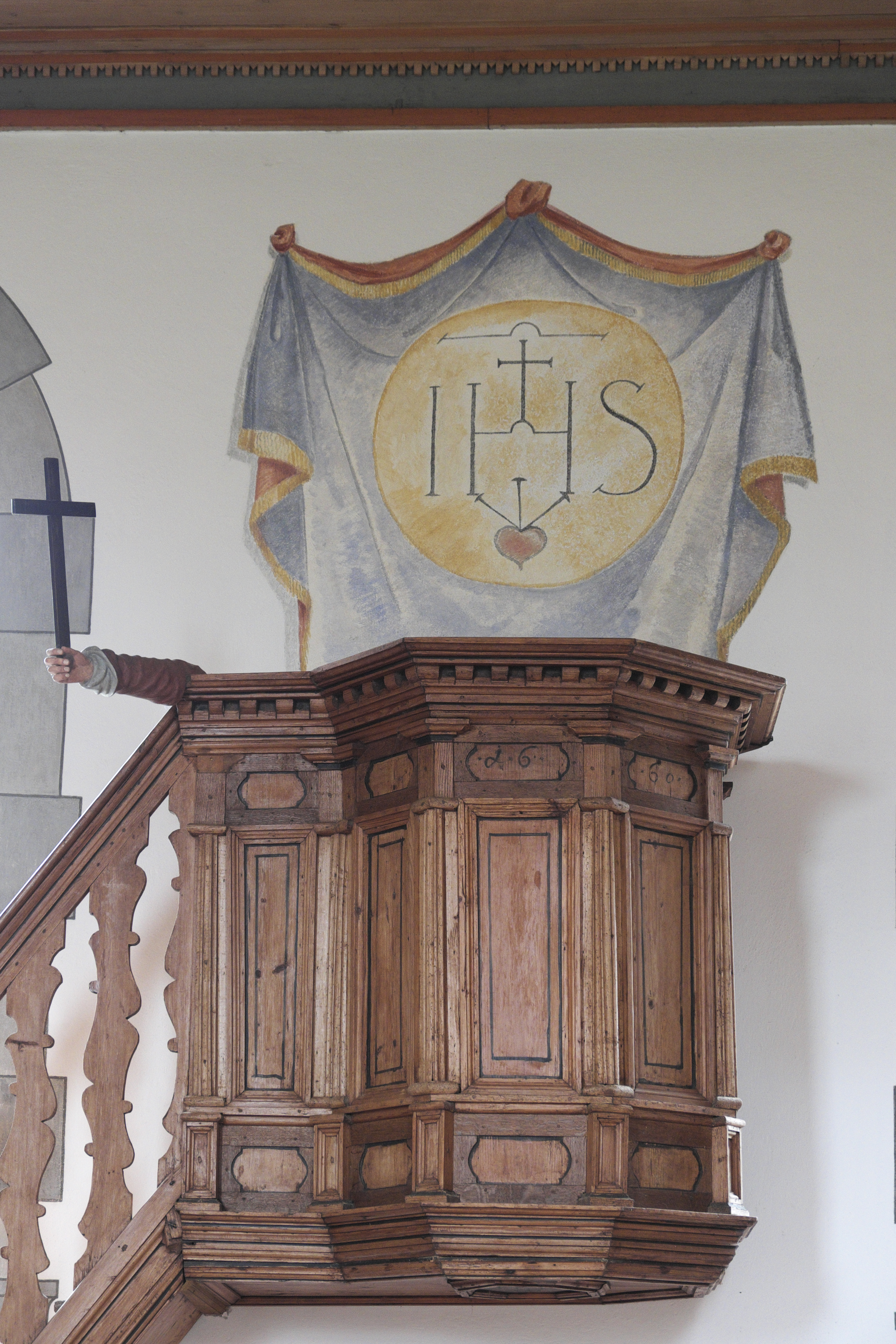
Kanzel mit Arm und Kreuz
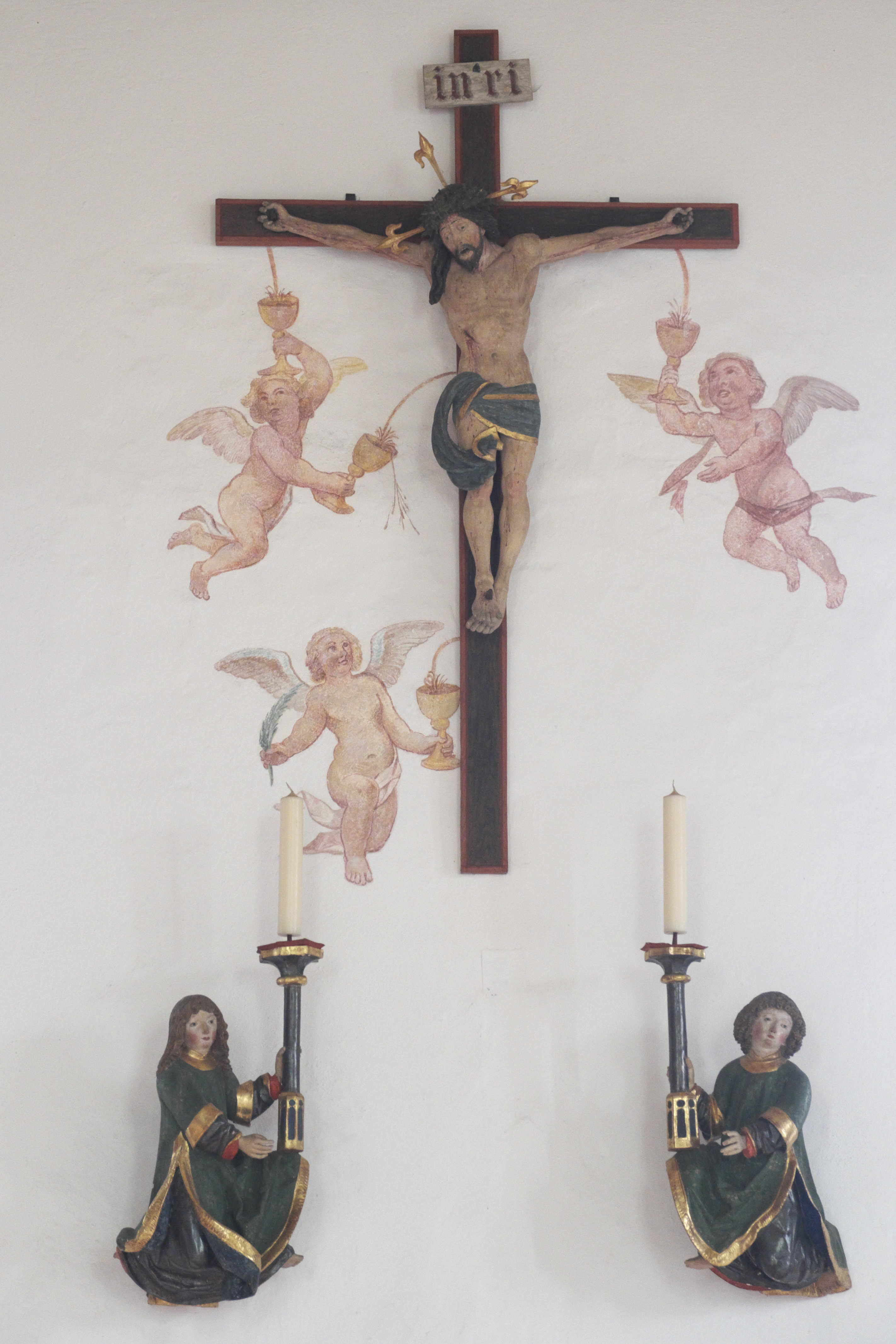
Kruzifix, Leuchterengel und gemalte Putten